# Bres
Pour les articles homonymes, voir Bres (Marvel Comics) et Brès.
Dans l'histoire mythique de l'Irlande, Bres devient, bien qu'il soit du peuple des Fomoires, le roi par intérim des Tuatha Dé Danann. Le dieu roi Nuada ayant  le bras coupé au cours de la « Première bataille de Mag Tuireadh » (Cath Maighe Tuireadh), cette mutilation entraîne son découronnement, puisque l'exercice de la souveraineté exige qu'il soit exempt de toute infirmité.

## Mythologie
Le règne de Bres va être court, car c'est un mauvais roi, non seulement ambitieux, mais il est avaricieux et despotique. L'avarice est une faute grave, puisque dans le domaine celtique, le rôle du roi est justement la redistribution des richesses. Sa forteresse, Dun mBrese, est construite par le Dagda. Au début de son règne, sept guerriers devaient l'aider dans l'exercice de la souveraineté, mais trois rois Fomoires – Indech mac De Domnann, Elatha mac Delbraith et Tethra – imposent le paiement d'un tribut à tous les Irlandais.
Le barde Coirpre prononce une satire (la première d'Irlande) qui le contraint à abdiquer, et Nuada, avec sa prothèse d'argent confectionnée par Diancecht, peut redevenir roi. Bres, avec l’aide des Fomoires, tente de reconquérir l'île et de reprendre le trône ; il provoque une guerre où ils seront vaincus dans la « Seconde bataille de Mag Tuireadh » grâce à l'intervention de Lug.
Selon une version, fait prisonnier, il aurait enseigné l'agriculture aux Tuatha Dé Danann en échange de la vie sauve. Lors de la deuxième bataille de Mag Tuireadh (Cath Maighe Tuireadh), les dieux s’apprêtent à tuer Bres mais celui-ci leur promet que les vaches d’Irlande donneront toujours du lait s'ils lui laissent la vie. Après délibération, les Tuatha Dé Danann lui répondent que cela n’empêchera pas les vaches de vieillir et de mourir. Bres promet ensuite que les Irlandais pourront faire une récolte par saison. À quoi les Tuatha Dé Danann répondent qu’une récolte par an est suffisante. Enfin, il leur enseigne comment labourer, semer et moissonner.
Bres est considéré comme très beau, mais mesquin et avare. Sa mère est Ériu (personnification de l'Irlande) et son père Elatha, un Fomoire (connu pour sa beauté resplendissante). De son union avec Brigit est né un fils, Ruadan.